# عد واغلط (مسلسل)
عد واغلط، مسلسل سعودي، من إخراج عامر الحمود. شارك في المسلسل عددًا من الفنانين، منهم:  حياة الفهد   بكر الشدي، وعبد المحسن النمر، ومحمد العيسى، وفايز المالكي، ومنى شداد، وزينب العسكري، ومحمد الحجي، وغيرهم.